# Plus500
Plus500は、差金決済取引（CFD）、株式ディーリング、先物取引、先物オプションのオンライン取引サービスを提供する世界的なフィンテック企業である。英国、キプロス、オーストラリア、イスラエル、セーシェル、シンガポール、ブルガリア、エストニア、米国、日本に子会社を持つ。ロンドン証券取引所に上場しており、FTSE250指数の構成銘柄である。

## 沿革
同社は2008年、テクニオン（イスラエル工科大学）の卒業生6名によって、わずか40万ドルの初期投資で設立された。
初期のプラットフォームはWindows OSをベースにしていた。2010年、Plus500はウェブベースのオンライン取引プラットフォームを立ち上げ、MacとLinuxユーザーがオンラインで取引できるようにした。2011年、iPadとiPhoneユーザー向けに初のアプリを発表した。
2012年、Plus500はAndroidスマートフォンとタブレット向けにAndroidベースの取引プラットフォームを導入した。
2012年10月、Plus500UK Ltdは1年半にわたり正確な取引報告を怠ったとして、FCAから205,128ポンドの罰金を科された。同社は、適切なシステムおよび管理、文書化された手順、またはスタッフに対する適切なトレーニングがなかったため、完全かつ正確な取引報告書を提出することができなかった。(FSAの監督マニュアルの第17章、FCAの事業者向け原則の原則3）。
2013年、同社はロンドン証券取引所のAlternative Investment Marketセクションに上場した。
2014年、同社はWindowsアプリを発表した。
2015年5月、Plus500は英国を拠点とするトレーダーの口座を凍結する同社の動きにより株価が約60%急落し、巨額の損失を被った。英国金融行動監視機構はPlus500UK（Plus500の英国子会社）に対し、マネーロンダリング対策の見直しの一環として口座凍結を命じた。ほとんどの顧客は2ヶ月以内に自身の資金を利用することができた。オーストラリアとキプロスの子会社は影響を受けなかった。
2015年6月、Plus500はオンラインギャンブル企業でトレーディングに進出していたプレイテックからの7億300万米ドルの入札に合意した。しかし、プレイテックは買収に対する規制当局の承認を得ることができず、2015年11月に取引から離脱した。
2016年、同社のイスラエルの運営子会社であるPlus500IL Ltd.は、イスラエル治安当局（ISA）からトレーディング・アリーナ・ライセンスを付与された数少ない企業の1つである。同年、Plus500はApple Watch用のアプリをリリースし、Appleのウェアラブルデバイスから直接取引や口座詳細の閲覧ができるようになった。
2017年12月上旬、Plus500のシンガポール子会社であるPlus500SG Pte Ltdは、シンガポール金融管理局（MAS）から証券およびレバレッジ外国為替取引を取り扱うための資本市場サービスライセンスを付与された。
2018年6月、Plus500は、ニューズ・コーポレーションの子会社であるダウ・ジョーンズ・アンド・カンパニーが提供する世界中の主要な金融イベントや指標をカバーする”Economic Calendar”をリリースした。Plus500のカレンダーには、経済イベントごとに最も大きな影響を受ける金融商品のリストが含まれている。
2018年7月、Plus500の株式はロンドン証券取引所のメイン市場に上場し、同社は主要中堅上場企業の英国FTSE250指数に加わった。
2021年、Plus500はJPモルガンチェース・インターナショナルの元会長で元イスラエル銀行総裁のジェイコブ・フレンケル教授を新会長に指名した。
2021年4月、Plus500はCunningham Commodities LLC.とCunningham Trading Systems LLC.を買収する契約を締結し、2021年7月、Plus500はCunninghamの買収完了を発表した[19]。Cunninghamは、同社のグローバル拡大プログラムの一環として、米国の先物市場で事業を展開するテクノロジー取引プラットフォームプロバイダーである。
2021年6月、Plus500の新しい研究開発（「R&D」）センターがイスラエルのテルアビブに開設された。
2021年7月、Plus500は2,000以上の金融取引商品を含む「Plus500 Invest」株式取引プラットフォームをリリース。
2021年10月、Plus500のイスラエル子会社に対し、同社がPlus500の損失発生を防ぐ目的で特定のオプションの取引を90分間一時停止し、証券法に違反したとして集団訴訟が提起された。
2022年3月、Plus500は証券およびデリバティブ取引を専門とする日本のEZインベスト証券を買収した。
2022年6月、Plus500はエミー賞とゴールデングローブ賞を受賞した俳優キーファー・サザーランドを起用した広告キャンペーンを英国、イタリア、オランダ、ドイツ、オーストラリアで開始した。
2022年9月、Plus500は、米国のリテール顧客向けにカスタマイズされた先駆的な先物取引アプリであるTradeSniperを発表し、グローバルな足跡を拡大し続けた。

## テクノロジー
Plus500は創業以来、独自に開発した社内技術を活用してきた。これらのテクノロジーには、同社の取引プラットフォーム（iOS、Android、Windows、Surfaceを含む複数のオペレーティングシステムで利用可能）、リスク管理ツール、顧客口座開設、アフィリエイト、バックオフィスシステム、マーケティング、出納システムが含まれる。

## オペレーション

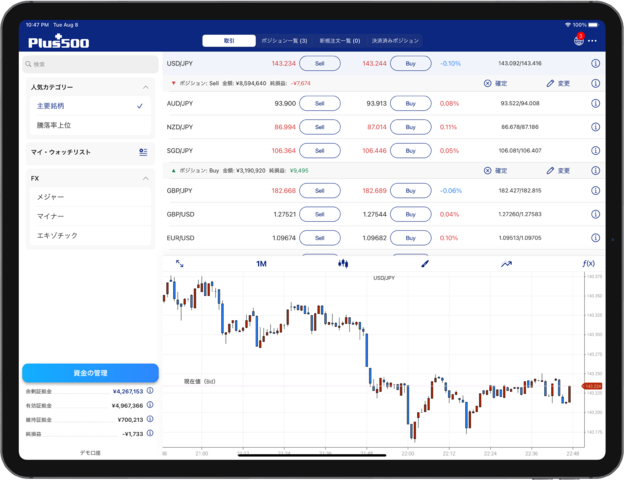
メタダックス・ウェブトレーダー

Plus500の取引アプリは、英語、ドイツ語、イタリア語、スペイン語、フランス語、アラビア語、中国語など32カ国語に対応している。取引の40％がスマートフォンまたはタブレットで行われていると報告されている。
2017年12月、欧州と英国の監視当局は、スプレッドベッティング(変動部分投資)とCFD部門に対する計画的な規制の詳細を発表した。Plus500のCEOであるAsaf Elimelechは、「取締役会は、その柔軟性の高いビジネスモデルのおかげで、この企画がグループの事業に重大な悪影響を及ぼす可能性は低いと考えている」と述べた。
2019年2月、The Timesは、同社の2017年の年次報告書でPlus500が投資家に対して「2017年には、2016年と2015年と同様に、同社は市場損益から純収益も損失も生じていない」と伝えていたと報じたが、2019年2月、同社は2017会計年度に顧客の取引活動から1億300万ドルの損失を被ったとする矛盾した報告書を発表した。
2021年第3四半期の時点では、同社は166,310人のアクティブ・クライアント（同社のプラットフォームで活発に取引を行っている顧客）を抱えていた。この数字は四半期ごとに変動しており、前年同期の197,976人から減少している。

## 取引ライセンス
Plus500UK Ltdは金融行為監督機構（FCA）により認可および規制されている、FRN 509909;。
Plus500CY Ltdはキプロス証券取引委員会（CySEC）SEC登録番号250/14により認可および規制されている。
Plus500AU Pty Ltd.はAFSL番号417727をASICより発行） さらに、Plus500AU Pty LtdはニュージーランドのFMA（FSP番号486026）と南アフリカのFSCA（番号47546）からサービスを提供する認可を受けている。
Plus500IL Ltdはイスラエル証券局（ISA）により認可および規制されている。
Plus500SEY Ltdはライセンス番号SD039でセーシェル金融サービス機構（FSA）により認可および規制を受けています。
Plus500SG Pte Ltd.はシンガポール金融管理局（MAS）の規制下にあり、ライセンス番号はCMS100648-1。

## 資金保護
saferinvestorによると、2021年7月現在、英国とCySecの規制当局のみが、ブローカーが倒産した場合に何らかの形で資金保護を提供している。 英国でFCAによって規制されている場合は、金融サービス補償制度（FSCS）の管轄下にあり、85,000ポンドまで100％の預金保護を受けることができる。CySecの規制下にあるブローカーは、会社が清算された場合、20,000ユーロを上限として、残りの預金の90％の資金保証を提供する。

## 協賛
オンライン・マーケティング・テクノロジーへの取り組みを補完するため、2015年1月、Plus500はアトレティコ・デ・マドリード・フットボール・クラブとスポンサー契約を締結した。 同年末、Plus500は同クラブのメインスポンサーとなり、その後2022年6月までの7年間、そのタイトルを維持した。2016年12月、Plus500はオーストラリアのプロラグビーユニオンフットボールチームであるブランビーズの主要スポンサーとなった。その後、2020年にPlus500は3つの主要サッカークラブとスポンサー契約を締結した： スイススーパーリーグのチャンピオン、ヤングボーイズ、ポーランドのチャンピオン、レギア・ワルシャワ、セリエAのアタランタ。2022年、Plus500はNBAの象徴的なチームであるシカゴ・ブルズと複数年のスポンサー契約を結び、米国でのブランド認知度向上を目指した。